# Józefa Ostrowska
Józefa Zofia Karolina Ostrowska z domu Morska (ur. 18 maja 1789 roku we wsi Rajkowce, zm. 28 maja 1813 roku w Baden koło Wiednia), słynna z urody pierwsza dama w pałacyku letniskowym w Kuźnicach Tomaszowskich, żona hr. Antoniego Jana Ostrowskiego, założyciela Tomaszowa Mazowieckiego. Była córką Onufrego Morskiego z Morska h. Topór, kasztelana kamienieckiego, powstańca kościuszkowskiego, i Julii Jordan-Rozwadowskiej h. Trąby. W wieku 16 lat (15 grudnia 1805 r. w Bolestraszycach koło Żurawicy) została wydana za mąż za hr. Antoniego Jana Ostrowskiego h. Rawicz (1782–1845), właściciela (od r. 1805) dóbr ujezdzkich, senatora-kasztelana Rzeczypospolitej Polskiej, pioniera kapitalizmu na terenie Królestwa Polskiego, założyciela Tomaszowa Mazowieckiego. Urodziła córkę Julię Olimpię i czterech synów. Niebawem po urodzeniu najmłodszego syna Stanisława (1812–1889) podupadła na zdrowiu, prawdopodobnie zachorowała na gruźlicę (według Ryszarda Kotewicza). Mąż zbudował dla niej w l. 1811–1812 pałacyk letniskowy na skraju puszczy spalskiej w Kuźnicach, późniejszym Tomaszowie. Odbyła kurację u wód w Baden k. Wiednia, która okazała się nieskuteczna. Wkrótce po jej śmierci Antoni Jan Ostrowski opisał osieroconym dzieciom życie ukochanej żony. 